# Regiões da Finlândia
A Finlândia está dividida desde 2010 em 19 regiões, chamadas províncias (maakunta em finlandês ou landskap em sueco). Estas regiões são governadas por conselhos regionais que servem de fóruns de cooperação entre os municípios de uma região. As principais atribuições das regiões são planejamento e desenvolvimento regional e educação.
| Região               | Capital      | População (31.5.2011) | Previsão de população para 2030 (2009) |  |
| -------------------- | ------------ | --------------------- | -------------------------------------- |  |
| Åland                | Mariehamn    | 28 065                | 34 014                                 |  |
| Carélia do Sul       | Lappeenranta | 133 371               | 131 461                                |  |
| Ostrobótnia do Sul   | Seinäjoki    | 193 828               | 199 331                                |  |
| Savônia do Sul       | Mikkeli      | 154 359               | 144 637                                |  |
| Kainuu               | Kajaani      | 81 751                | 77 936                                 |  |
| Tavastia Própria     | Hämeenlinna  | 174 833               | 199 208                                |  |
| Ostrobótnia Central  | Kokkola      | 68 440                | 74 592                                 |  |
| Finlândia Central    | Jyväskylä    | 273 561               | 291 957                                |  |
| Kymenlaakso          | Kouvola      | 182 226               | 177 097                                |  |
| Lapónia              | Rovaniemi    | 183 348               | 183 925                                |  |
| Pirkanmaa            | Tampere      | 488 821               | 563 008                                |  |
| Ostrobótnia          | Vaasa        | 178 117               | 193 073                                |  |
| Carélia do Norte     | Joensuu      | 165 747               | 160 874                                |  |
| Ostrobótnia do Norte | Oulu         | 395 922               | 437 507                                |  |
| Savônia do Norte     | Kuopio       | 247 628               | 243 626                                |  |
| Päijänne Tavastia    | Lahti        | 201 930               | 219 062                                |  |
| Satakunta            | Pori         | 226 740               | 221 378                                |  |
| Uusimaa              | Helsinki     | 1 539 152             | 1 624 359                              |  |
| Finlândia Própria    | Turku        | 465 544               | 502 534                                |  |

As funções que os conselhos regionais possuem na Finlândia continental são desempenhadas nas ilhas Åland pelo governo autônomo das ilhas.